# Pârâul Sec, Tazlăul Sărat
Pârâul Sec este un curs de apă, afluent al râului Tazlăul Sărat. 